# 喧嘩番長4 一年戦争
『喧嘩番長4 一年戦争』（ケンカバンチョウ フォー いちねんせんそう）は、スパイク（現：スパイク・チュンソフト）より2010年2月25日に発売されたPlayStation Portable用アクションアドベンチャーゲーム。

## 概要
今作の舞台となるのは主人公が入学した紅南高校という高校。プール、体育館、屋上といった様々な施設で喧嘩をすることができる。1クラス20人、5クラス、3学年で合計300人の全校生徒が主人公の敵となる。また、キャラクターカスタマイズやシステムが前作までより格段に上がっている。喧嘩番長シリーズでは初の実際に存在する店舗の餃子の王将がゲスト出演する。また、自動販売機ではこれも実在メーカーのアサヒ飲料のジュースを買うことが可能。イメージキャラクターは南明奈。メインシナリオは『喧嘩番長』、『喧嘩番長2 フルスロットル』を手掛けた松本朋幸が担当している。
キャッチフレーズは「1コや2コの年の差なんて関係ねぇっ!1番強えぇヤツが1番スゲェ!」。

## ゲームシステム
「メンチビーム」「男気」などの基本的なシステムは前作までと同じ。今回は「啖呵合戦」のシステムが一新されており、前作までのように単語の組合せを選ぶのではなく、リズムに合わせてタイミング良くボタンを押すことで啖呵を切る仕様となった。啖呵は予め決められた物が何種類も用意されており、マップの到る所で入手可能。長い台詞ほど成功時に与えるダメージも大きい。タイミングを外すと噛んでしまったことになり、先制攻撃を受ける。従って、前作までのように裏正解の啖呵を探したり、変な啖呵を切って相手にツッコミを受けると言うことはできない。
本作では2、3にあった時間経過の概念が無くなっており、時間を気にすること無く探索することができる。サブタイトルに「一年戦争」とあるように本作の物語は一年間であるが、リアルタイムではなく月毎にストーリーが章分けされた構成となっている。主な舞台となる紅南高校は校舎に入ることは勿論、各教室や体育館、学食と言った施設が存在する。高校以外にも市街地や川原、神社、ファミレスなどのマップも用意されており、メインストーリー以外にもサブイベントが点在している。前作まで同様、ヒロインたちとの恋愛イベントも多数用意されている。
各地には「たまり場」が用意されており、そこを占領している敵を倒すことで利用可能となる。自宅と同じく装備を整えたりする以外にも椅子や机などを持って来てカスタマイズも可能。快適な空間になれば校章（後述）入手済みの生徒が遊びに来ることもあり、更には道具さえ揃えば麻雀やポーカーをプレイすることもできる。ただし、長い間放置したたまり場は敵が乗っ取りに来ることもある。
本作独自のシステムとして、「校章集め」がある。紅南高校の生徒は喧嘩で倒すと校章を落とし、それを入手する事で学生名簿に記入する事が出来る。生徒は全員に名前と設定が存在し、校章を入手した学生はその詳細が名簿に記載される。ただし、メンチを切らないなどでシャバい勝ち方をした場合は相手に認められず、鈍い色の校章しか手に入らない。この状態では校章を取り戻そうと襲い掛かって来るが、改めて正々堂々勝つか挨拶を繰り返すことで認めさせることができる。上級生にはある程度校章を持っていないと相手にされない。なお、校章は持っていないが、街を歩く他校の不良やチンピラとも喧嘩が可能。
タイトル画面から「休日」を選ぶことで本編とは別にフィールドを探索することができる（ストーリーは進行せず、サブイベントも発生しない）。この状態では前作に登場した全国の番長とその舎弟たちが街に現れ、喧嘩を挑むことが可能。見事勝てば超必殺技を入手し、更には倒した番長を仲間にすることができる。
本編中には雑魚敵としての女子生徒は登場しなくなり、本編でも特殊なイベントバトルを除いて女性キャラと戦うシーンは無くなった。ただし、上述の「休日」やおまけモードの「喧嘩倶楽部・双」など、女性キャラと戦う機会自体が無くなった訳ではない。

## 登場人物
主人公を含む同じ学校の生徒の名前、通う学校名などは変更可能。

### 紅南高校一年
速水 勇太（はやみ ゆうた）　1－A　出席番号：14番
本作の主人公。名前はデフォルトであり変更可能。
前作同様髪型や服装もプレイヤーの好みで変更が可能だが、各種イラストなどでは黒髪の「変形オールバック」に短ラン、チェーンの付いたルーズストレートといった容姿で描かれている。
阿久津を倒すため不良たちの集まる紅南高校に入学した新入生。
天上天下唯我独尊な性格で、一人称は「オレ様」だが、稀に「オレ」になることがある。あくまでも阿久津を倒して一番になることだけを目標としており学校をシメるなどの野心は無い。頭を使う事は苦手で良くも悪くも素直な男。サンタクロースを未だ信じている。「かっかっかっ」と言う独特の笑い方が特徴。
不思議と人を惹き付ける魅力があり、自然に周りに仲間が集まってくる。傲慢で自己中心的な性格で見栄っ張りだが仲間である川上、森、葛城が重傷を負わされた際や反町の非道なやり方には本気で怒りを顕わにすると言った正義感の強い一面も持ち合わせている。
実写版では白鳥に見限られたのち、失恋の鬱憤を晴らすように校内で暴れまくった。誘拐された白鳥を救出するもその後の進展は描写されず、速水が紅南高校の番長となった事だけが明示され、物語は幕を閉じる。
超気合技は「最強の拳」。
千葉 照男（ちば てるお）　1－A　出席番号：11番
紅南エリアの不良情報にやたらと詳しい情報通。学校で絡まれていた所を勇太に助けられ、彼とつるむようになる。少し小心者で、一人称は「オレっち」。通称「テル」。
情報屋として校内外問わず様々な情報を速水に提供すると共に、喧嘩ができない側の視点から速水の行動を諫め止める役割も担い、速水を正しく番長に導いた影の立役者でもある。
条件を満たせば戦う事が可能だが、体力は極めて低く、逃げ回るだけで攻撃はしてこない。
『喧嘩番長』『喧嘩番長2 フルスロットル』『喧嘩番長3 全国制覇』に登場した千葉良夫は伯父。
超気合技は「八方破れ」。
山口 賢治（やまぐち けんじ）　1－A　出席番号：19番
勇太と同じく阿久津を倒すため紅南高校に入学。通称「ヤマケン」。
喧嘩は勇太と同等の強さで、初戦では引き分けた（互いに自分が勝ったと言い張っている）。クールに振る舞い勇太を馬鹿にしているが、情に厚く頑固で似たもの同士。いがみ合いながらもライバルとして共に戦う。
勇太が各クラスの頭である森、葛城、八神を倒した後も自らが一年の頭であると主張し二年、三年からは勇太と同格に扱われている。
超気合技は「無敵の蹴り」。
川上 正二（かわかみ しょうじ）　1－A　出席番号：6番
1－Aをシメようと目論んでいたが、勇太に敗れる。勇太とは似た者同士の性格で、喧嘩後は彼とつるむ事が多くなった。
服装や口調が昭和テイストで、短ラン・ボンタンにリーゼントパーマが特徴的。
初対面の際に勇太からは「化石クン」と呼ばれ、以降も化石クンのあだ名が定着した。本人はそのスタイルに誇りを持っており、メールの文章にもそれが顕著に現れている。
超気合技は「コダワリの化石頭」。
森 圭太（もり けいた）　1－B　出席番号：19番
どこか危ない雰囲気が漂う漢。1－Bをシメている。オールバックヘアで両サイドのピアスが特徴。外見によらず侍のような性格で、舎弟にも深く慕われている（ただし、一部の言動は内心でツッコミを受けることも）。ケンカも一筋縄ではいかない。彼の書く手紙は書体が独特過ぎて解読を要する程。「左手は友の為に、右手は己のプライドの為に」と言う心情を掲げており、その性格と主義が心の琴線に触れた勇太たちと篤い友情を築いた（テルには理解できなかった模様）。
超気合技は「ツバメ返し」。
葛城 元（かつらぎ げん）　1－C　出席番号：7番
1－Cのトップに君臨。自分の力を試すために紅南高校に入学。中学時代はそこそこ名が売れていた。クールでイケメンだが、プライドが高く気性は荒い。
入学後間もなく八神に破れ、その恐怖と絶望感から氷室の部下に成り下がってしまう。しかし勇太との喧嘩でそんな自分を省み、プライドを取り戻した。以降は勇太の良き友人となる。一方でこの恐怖心と絶望感は根深く残り、次作で登場した際もネガティブな面が見えている。
超気合技は「剃刀キック」。
氷室 祐樹（ひむろ ゆうき）　1－D　出席番号：13番
ドレッドヘアと悪人面が印象的な1－Dのトップ。喧嘩は弱いが、2年に知り合いがいて誰も手を出さないだけ。悪知恵だけは頭が切れる。反町の部下。
勇太との戦いに敗れると計画の詳細を全て吐き、以降は休学となった。
超気合技は「目潰し」。砂を相手の顔にかける技だが、屋内でも使用可能。
八神 真（やがみ まこと）　1－E　出席番号：19番
中学時代から実力が知られ、絶対に1年を締めるといわれた漢。三白眼であり、金髪のリーゼントヘアと背中に「喧嘩上等」と刺繍のある長ランが特徴。
暴れると手が付けられないことから通称“死神”の名で怖れられる喧嘩エリート。
強者に飢えており、接触してきた氷室に強者を紹介するよう催促していたが、満足できる相手が現れなかった。速水との戦いにようやく求めたものを感じた際に高笑いをし、速水から「マゾ」と評された。
ゲーム版では非情な性格に徹していたが、実写版では速水らと混じって楽し気に振る舞う姿が見られる。
超気合技は「絞首刑」。

### 紅南高校二年
諸星 総一郎（もろぼし そういちろう）　2－A　出席番号：17番
学校に籍を置いているが、二丁目のクラブのバイトに精を出しており、全くと言っていいほど登校してこない。一見優男風だが、喧嘩もかなりの腕前という噂がある。愛に付きまとう速水に対して真壁の存在を暗示する。速水そのものは好意的にみており、彼が真壁と対峙した際には「彼、いいんじゃない」と漏らしている。
超気合技は「絶対回避」。
反町 一也（そりまち かずや）　2－B　出席番号：13番
「阿久津派の幹部」という事になっており、「俺は阿久津さんの右腕だ」といって高いパー券を無理矢理買わせ金儲けを企むシャバイ男。2年の一部をまとめる役割を務めている。1－Dの氷室、紅南を中退した三上、菊田と組んでいた。
卑劣な性格で立場が危うくなると自らの悪事を勇太やヤマケンの仕業と嘯いて阿久津派の人間を利用し多胡までも利用しようとするも、三上や菊田が計画の全てを吐露したことで阿久津に真相を知られた上勇太とのタイマンで敗れ、自主退学となった。
超気合技は「スタンガン?」。
小澤 健也（おざわ けんや）　2－B　出席番号：6番
袴田派のNo.2。あだ名はオザ。学園制覇を夢見て1年の時から袴田とつるんでおり、阿久津派と対立している。
礼儀に厳しく、生意気な勇太を嫌っている。
超気合技は「格付け」。
柿崎 大二郎（かきざき だいじろう）　2－C　出席番号：5番
C組の変わり者集団「オネエサンズ」のリーダー。ゴツい見た目に反してオネェ口調で喋る。一見変わり者だが、舎弟を大事にする男。何となく周囲から避けられ、色々な意味で恐れられている。
超気合技は「禁断の愛情ハグ」。
袴田 雅利（はかまだ まさとし）　2－D　出席番号：14番
声 - 安東広記
阿久津派に属さない袴田派のトップ。あだ名はトシ。新人戦で三沢に敗北し、結果に納得いかず今でも恨んでいる。
それ以来勝つためには手段を選ばなくなり、得物を使ったり数の暴力で挑みかかってくるも、勇太に敗北。
潔く負けを認めて小澤ともども勇太につく。
超気合技は「バーサークパンチ」。
三沢 誠司（みさわ せいじ）　2－E　出席番号：17番
二年のトップに君臨する、阿久津の右腕。見た目によらず誠実で周囲からの人望も厚く、阿久津卒業後の番長候補No.1と言われている。
1年の時はかなり荒れており新人戦で袴田と小澤を得物を使って病院送りにするほど。それから阿久津に倒されて改心した。
超気合技は「心臓破り」。

### 紅南高校三年
多胡 大輔（たこ だいすけ）　3－A　出席番号：12番
肥満体型で赤毛に染めた坊主頭が特徴で、通称“タコさん”。困っている人間がいれば必ず相談に乗ってくれる面倒見の良い男で、後輩からも慕われている。
「餃子の王将」でバイトしており、本人も王将の餃子が好物で文字がプリントされたTシャツを愛着している。
本編では戦う機会は無いが、クリア後の一日戦争では戦うことができる。
超気合技は「大盛り肉団子」。
鬼島 耕平（おにじま こうへい）　3－B　出席番号：5番
学校で姿を見る事は非常に稀な根っからの自由人でナンパ師。「紅南の鬼」の異名を持ち阿久津と互角に渡り合えるとの噂があるが真偽は不明。
金髪ヒゲ面でまぶたの傷が特徴で、関西弁でしゃべる。
紅北との間を取り持っており、黒岩にも一目置かれている。
超気合技は「無差別フェロモン」。
阿久津 栄一（あくつ えいいち）　3－E　出席番号：1番
紅南エリアの不良達の目標にして、紅南高校の番を張っている紅南地区最強といわれる番長。前作に出てきた阿久津淳哉の従兄弟。
男気に溢れ、礼儀を重んじているシブい性格のため、他校の不良からの人望も厚い。
本作の最終ボスであり、最強の名に違わず桁外れの強さを誇る。
超気合技は「漢の拳」。

### ヒロイン
白鳥 綾乃（しらとり あやの）
紅南地区の女子高に通う、正真正銘のお嬢様。おしとやかで品行方正だが、無邪気で天然ボケな一面も。
当初、速水の帰国子女だという嘘を信じ込んでしまい、千葉らの姦計でこの嘘が暴かれた事で、一度速水から距離を置く。速水がいかに真剣だったかを知った千葉らの取りなしも手伝って和解をするとともに、速水に好意を見せるシーンが散見されるようになった。
イベントを最後まで進めると家の都合でアメリカに行くことが判明。続編の『5』では勇太は彼女を追いかけて渡米したことになっている。
実写版では、速水の品行方正であるという嘘が暴かれた際に離別した後に、三上らに誘拐されてしまう。騒ぎを聞きつけた速水らに救出されるも、最後まで速水との和解は描かれなかった。
澤村 愛（さわむら あい）
紅南高校近隣の短大に通う19歳。細かいことは気に留めないクールな性格で、大人な態度とそのプロポーションで主人公を振り回す。真壁に惚れられ、彼の部下に身辺護衛のようなものをされているが愛自身は迷惑がっている。当初は速水も彼らと同等に扱っていたが、次第に彼に興味を抱くようになる。
弘田 麻衣（ひろた まい）
ちょっと不良な世界に憧れる15歳の女子中学生。積極的で甘えん坊な性格。自称「マイマイ」。元々は小野田と付き合っていたが、底抜けに強い主人公に惚れ、いつも後を追っている。トラブルを起こす原因になってしまうことも多い。次作でも登場し、成瀬に速水と同じ雰囲気を感じ取り、こちらでもヒロインの一人となっている。
山城 紀子（やましろ のりこ）
紅南高校の保健室の先生。彼女の保健室は悪ガキたちの駆け込み寺であり、主人公の体力も回復してくれる。

### 歴代キャラクター
蜂屋 茂（はちや しげる）
紅南高校1－A担任。26歳。校内で問題を起こした生徒に対し指導も行なっている。
本シリーズ初代作『喧嘩番長』で登場した番長の一人。かつて「極東戦争」に参戦した一人であり、地元を愛し人望も厚く、学生時代は日々外敵から地元を守っていた。
容姿端麗で喧嘩のテクニックも一流であり、心臓病を患っていたが無事克服し、名門大学を卒業している。
問題行動を繰り返して停学、退学までに至ると、最後のチャンスとして戦うことができ、勝利すれば退学は免れる。しかし二度目は無い。喧嘩倶楽部・双の最後には菊永と共に登場する。
超気合技は「不知火」。
菊永 洋平（きくなが ようへい）
紅南派出所勤務のお巡りさん。26歳。
本シリーズ作『喧嘩番長』、『喧嘩番長2 フルスロットル』で登場した番長の一人。『1』では「極東戦争」に参戦し、『2』では「東関狂走連合」との戦いにも参戦している。
学生時は“狂犬”の異名を持ち、舎弟からも恐れられる暴力魔であったが、極東高校の番長である田中ヤスオに敗れて仲間の大切さを学んだ。出席日数の関係で二回留年している。現在は足を洗い、紅南派出所に勤務し、悪ガキたちの喧嘩に目を光らせ追う毎日。
警官に攻撃して増援を増やし続けると最後に現れる他、逮捕された後はタイマンで喧嘩ができるイベントが発生する。喧嘩倶楽部・双では最後に蜂屋と共に登場する。
超気合技は「破壊の狂拳」。
田城 昌之（たしろ まさゆき）
口は達者だが喧嘩は弱く、自分よりも立場の高い人物には腰が低いチンピラ。26歳。
本シリーズ作『喧嘩番長』、『喧嘩番長2 フルスロットル』登場キャラクターの一人。極東線沿線を恐怖のどん底に叩き落した抗争事件「極東戦争」を企てた男であり、黒真連合、東関狂走連合の元幹部の一人。現在も性悪なチンピラを続けている。
本作では本編中はチョコレートを持って行くと物に応じた金額で買い取ってくれる。また、休日中は喧嘩魂を売ることができる。
超気合技は「八方破れ」。

### その他
黒岩 明光（くろいわ あきみつ）
紅北高校の番長。紅南とはライバル関係にあり、阿久津と鬼島とは中学時代から争っていた。
超気合技は「紅北の魂」。
三上 広吉（みかみ ひろよし）
元紅南高校の生徒のチンピラ。茶髪に金のメッシュの入ったリーゼントが特徴的。
在学中に汚い計画に手を染めたことが阿久津や三沢の逆鱗に触れて昨年中退しており、三沢に恨みを抱いている。
超気合技は「人間パントキック」。
実写版で最も改変された人物であり、演者特有の甲高い声で吠えるようにしゃべるため、非常に狂気をはらんだキャラクターが形成されている。
菊田 真澄（きくた ますみ）
三上と同じく元紅南高校の生徒で、昨年中退している。彼と行動を共にしている。坊主頭にサングラスが特徴。
その風貌から勇太から「人の言葉が上手なゴリラ」と言われた。
超気合技は「凶気の鉄槌」。
工藤 晶久（くどう あきひさ）
紅南地区の暴走族「刃華羅」のアタマ。金髪のリーゼントヘアに捩れ鉢巻きが特徴。気合だけは誰にも負けないことを誇りに思っている。
超気合技は「徒歩暴走」。
真壁 弘道（まかべ ひろみち）
二丁目を中心に仕切るチーマー「WASP」のリーダー。澤村愛に惚れている。
ストーカー気質の彼氏気取りで、愛に近づく男を手下に襲わせている。
超気合技は「ヘッドスピンキック」。
小野田 哲平（おのだ てっぺい）
紅南二中の不良。弘田麻衣に惚れていて、主人公を嫌っている。
超気合技は「嫉妬の炎」。
篠原 優（しのはらゆう）
花百合学園に通う高校生。ヤマケンの彼女。おしとやかな性格だが怒ると怖い。
サブイベントを進めると木刀を手に襲いかかってくるが、勝利条件は説得する事で、一発でも殴るとイベントは失敗となってしまう。この戦闘時には気合い技が説得用の専用のものになっており、攻撃をかわしながらそれを使い続けなければならない。喧嘩倶楽部・双で対峙した際には普通に倒せる。
超気合技は「全否定」。
笹野 美保（ささのみほ）
綾乃の友人で同じ学校に通う。綾乃とは対照的に男勝りな性格。空手を嗜んでおり、見かけによらず強い。綾乃と速水の関係性に気づくと共に速水に好感を持ち、綾乃のために守ってあげるとして連絡先を交換している。本編では共闘のみだが、喧嘩倶楽部・双では篠原優と共に登場し、戦うことができる。
恋愛対象ではないが、出会った時点で超気合技である「乙女の貫手」を習得できる。

## 主題歌
テーマソング「拳の中のロックンロール」
作詞:綾小路 翔　作曲：星 グランマニエ　歌:氣志團